# Kanehiranari-en
Le Kanehiranari-en (金平成園) également appelé Sawanari-en (澤成園) est un jardin japonais de la ville de Kuroishi dans la préfecture d'Aomori au Japon. Créé par un brasseur local en 1882, le jardin est désigné lieu de beauté pittoresque de niveau national en 2006,,,.

## Source de la traduction
- (en) Cet article est partiellement ou en totalité issu de l’article de Wikipédia en anglais intitulé « Kanehiranari-en » (voir la liste des auteurs).